# Ovula Nabothi

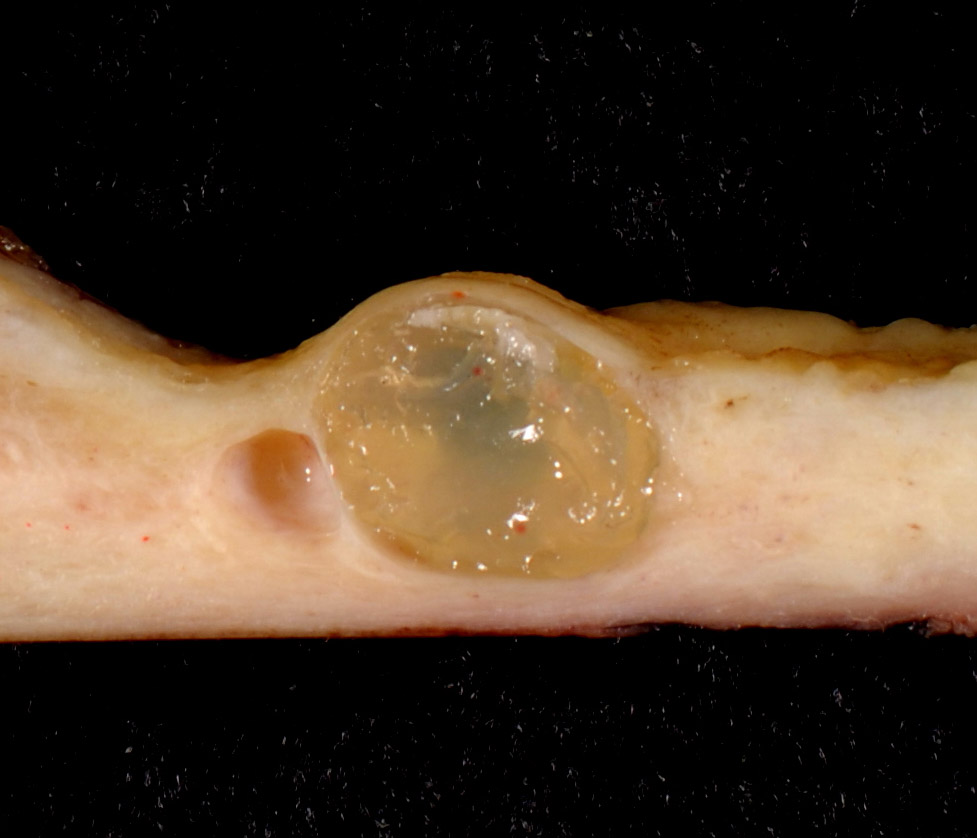
Ovula Nabothi in der Wand der Cervix uteri

Die Ovula Nabothi (lat. Ovula „kleine Eier, eiförmiges Gebilde“) sind kleine gelb-weißliche Retentionszysten in der Portio des Gebärmutterhalses. Sie wurden vom Leipziger Arzt Martin Naboth (* 1675 in Calau (Brandenburg); † 1721 in Leipzig) fälschlicherweise für Eizellen gehalten und nachträglich nach ihm benannt. Die Retentionszysten entstehen durch Blockade von Schleimdrüsenausführungsgängen der Gebärmutterschleimhaut. Diese Blockade wird durch das Überwachsen der Schleimdrüsen mit dem Plattenepithel der Scheide hervorgerufen, so dass es zu einer Stauung des Drüsensekrets (Retention) innerhalb der Drüsen und damit zur Ausbildung der Zysten kommt.
Ovula Nabothi besitzt keinen Krankheitswert. Mit Hilfe der Kolposkopie kann man sie im äußeren Muttermund sichtbar machen.